# Vlad Cubreacov
Vlad Cubreacov (n. 24 septembrie 1965, comuna Crihana Veche, raionul Cahul) este un jurnalist și politician român din Republica Moldova, care între anii 1994 - 2009 a deținut  funcția de deputat în Parlamentul Republicii Moldova. 

## Biografie
Vlad Cubreacov s-a născut la data de 24 septembrie 1965 în comuna Crihana Veche (raionul Cahul). În anul 1989 a absolvit Facultatea de Jurnalistică a Universității de Stat din Moldova. A lucrat în calitate de colaborator științific la Muzeul Republican de Literatură „Dimitrie Cantemir” (1989-1991), apoi de șef al Departamentului Culte din cadrul Ministerului Culturii și Cultelor (1991-1994).
Între 1994 și 2009 a fost deputat în Parlamentul Republicii Moldova, iar de la 1 ianuarie 1996 până la 5 mai 2009 a fost membru al delegației permanente a Republicii Moldova la Adunarea Parlamentară a Consiliului Europei (Comisia Cultură, Știință și Învățământ, Comisia Juridică și Drepturi ale Omului și Subcomisia pentru Minorități).
Este autor al Amendamentului Cubreacov la articolul 48. Familia din Constituția a Republicii Moldova: ”(2) Familia se întemeiază pe căsătoria liber consimțită între bărbat și femeie, pe egalitatea lor în drepturi și pe dreptul și îndatorirea părinților de a asigura creșterea, educația și instruirea copiilor”, adoptat în 1994 în această formă.
Ca deputat, i-a fost ridicată de mai multe ori imunitatea parlamentară în 8 dosare penale de natură politică deschise de guvernarea comunistă de la Chișinău (2001-2009), toate dosarele fiind ulterior clasate.
Din 1999 până în 2010 a fost vicepreședinte al PPCD, iar în 2005 - 2009 a fost și liderul grupului parlamentar creștin-democrat în Legislativul Republicii Moldova. În 2005 - 2009 a fost vicepreședinte al Comisiei parlamentare pentru Politică Externă și Integrare Europeană.
La alegerile locale din 25 mai 2003 a candidat din partea PPCD la funcția de primar general al municipiului Chișinău, obținând locul III cu 8,0% din voturi, după liderul Alianței Moldova Nostră Serafim Urechean și candidatul comunist Vasile Zgardan.
Între august 2009 și februarie 2012 a lucrat ca jurnalist la săptămânalul FLUX din Chișinău.
Este președinte al Asociației „Răsăritul Românesc” din Republica Moldova pentru sprijinirea diasporei (din 1999) și al Institutului pentru Dezvoltare Regională și Administrativă Durabilă (IDRAD).
A condus, ca președinte Fundația pentru Democrație Creștină (2000 – 2010) și Frăția Ortodoxă Română din Republica Moldova (2002-2012).
A activat ca Expert IA în cadrul Institutului ”Eudoxiu Hurmuzachi” pentru Românii de Pretutindeni al Ministerului Afacerilor Externe al României (2016).
Este membru al Uniunii Jurnaliștilor din Moldova (UJM) și al Asociației Naționale a Jurnaliștilor (ANJ) din Republica Moldova.
Este căsătorit și are doi copii.

## Militant pentru recunoașterea Mitropoliei Basarabiei
Din anul 1992 este consilier cu misiuni speciale al Mitropoliei Basarabiei.  A reprezentat din 1997 Mitropolia Basarabiei la Curtea Europeană a Drepturilor Omului, unde, la 13 decembrie 2001, a înregistrat primul câștig de cauză într-un dosar provenind din Republica Moldova. Din anul 1998 este membru în Adunarea Națională Bisericească a Patriarhiei Române.
Este autor al mai multor studii si articole despre Mitropolia Basarabiei. Din anul 1995 este director al Grupului ortodox de presă "Alfa și Omega". A editat publicația ortodoxă „Alfa și Omega” cu suplimentele „Misionarul”, „AMFOR”, „Biserica și Școala”, „Studentul” și „Dunărea creștină”. Este căsătorit și are doi copii.

## Militant pentru drepturile românilor de peste hotare
Ca membru al Adunării Parlamentare a Consiliului Europei, Vlad Cubreacov a intervenit cu declarații scrise, interpelări adresate Comitetului de Miniștri, luări de cuvânt și proiecte de Rezoluții în favoarea românilor dintre Timoc, Dunăre și Morava (Serbia de răsărit), a istro-românilor din Croația, a aromânilor din statele balcanice, precum și a românilor din Ucraina.

## Distincții
- Crucea Patriarhiei Române pentru mireni (1992)
- Crucea Patriarhiei Române pentru mireni (1995)
- Distincția de vrednicie a Mitropoliei Moldovei și Bucovinei (1998)
- Crucea Frăției Sfântului Mormânt din Federația Rusă (2007)
- Ordinul „Sfântul Gheorghe” al Mitropoliei Basarabiei (2008)
- Cetățean de onoare al comunei natale Crihana Veche, Cahul (2014)
- Medalia Sfântul Apostol Andrei - Protectorul României, acordată de Patriarhia Română (2014)
- Premiul de excelență acordat de Institutul Cultural Român (2017)[necesită citare]